# Джефф Фаркас
Джеффрі Томас Фаркас (англ. Jeffrey Thomas Farkas, нар. 24 січня 1978, Вільямсвілль, Нью-Йорк) — американський хокеїст, що грав на позиції центрального нападника. Грав за збірну команду США.

## Ігрова кар'єра
Професійну хокейну кар'єру розпочав 2000 року.
1997 року був обраний на драфті НХЛ під 57-м загальним номером командою «Торонто Мейпл-Ліфс».
Протягом професійної клубної ігрової кар'єри, що тривала 4 роки, захищав кольори команд «Торонто Мейпл-Ліфс» та «Атланта Трешерс».
Загалом провів 16 матчів у НХЛ, включаючи 5 ігор плей-оф Кубка Стенлі.
У 2003 році був змушений достроково припинити кар'єру хокеїста. Під час гри за клуб АХЛ «Чикаго Вулвс» проти клубу «Рочестер Американс», Фаркаса штовхнули й він вдарився головою об борт і отримав травму 5 шийних хребців, за словами лікарів він був на межі тетраплегії.
Виступав за збірну США.